# Inocybe leucoloma
Inocybe leucoloma är en svampart som tillhör divisionen basidiesvampar, och som beskrevs av Robert Kühner. Inocybe leucoloma ingår i släktet Inocybe, och familjen Crepidotaceae. Arten är reproducerande i Sverige.